# Mezium fausti
Mezium fausti is een keversoort uit de familie klopkevers (Ptinidae). De wetenschappelijke naam van de soort werd in 1886 gepubliceerd door Lucas Friedrich Julius Dominikus von Heyden.